# قطعات الکترونیکی جعلی
قطعات الکترونیکی جعلی قطعاتی الکترونیکی هستند که منشاء یا کیفیت آنها نادرست معرفی شده است. جعل ک قطعات الکترونیکی می تواند حقوق علامت تجاری سازنده آن را نقض کند. از آنجا که قطعات جعلی اغلب مشخصات و کیفیت پایین‌تری دارند، ممکن است در کاربردهای حساس مانند ناوبری هواپیما ، تجهیزات نظامی و وسایل نقلیه فضایی ، مخاطراتی ایجاد کنند.      

## زنجیره تأمین قطعات الکترونیکی
- تولید کنندگان اصلی (OCM): شرکت هایی که قطعات خاص را طراحی ، بازاریابی و تولید می کنند
- توزیع کنندگان رسمی: شرکت هایی که مجاز به فروش مواد OCM هستند، ک.
- توزیع کنندگان مستقل - معمولاً به عنوان واسطه‌ها شناخته می‌شوند
- توزیع کنندگان عمده فروش

## برخی از انواع جعل
- علامت گذاری مجدد (re-marking)
- بازیافت قطعات استفاده شده
- بازیافت قطعات معیوب
- تولید بیش از تعداد
- قطعات برگشت خورده از سازنده
- کپی کردن
- دستکاری قطعات

روش‌های جعل به صورت مداوم در حال بهبود اند. 

## روش‌های جلوگیری از جعل

### بازرسی پس از تهیه
با استفاده از چندین نوع مختلف بازرسی، می توان بسیاری از قطعات تقلبی را کشف کرد. 
- بازرسی با چشم غیر مسلح به دنبال علائم ساییدگی سطح
- بازرسی میکروسکوپی سطوح سربی
- بازرسی با اشعه ایکس 
  - با مقایسه ساختار داخلی با قطعات نمونه اصلی انواع خاصی از قطعات تقلبی قابل کشف است. این قطعات جعلی اختلافاتی در ساختار داخلی (Die و اتصالات) دارند.
- بازرسی X-RF 
  - در پی ابتکار RoHS ، می توان از طیف سنجی فلورسانس اشعه X برای تأیید وضعیت RoHS استفاده کرد که غالباً توسط جعل کنندگان نادیده گرفته می شود.
- برداشتن پوشش 
  - از برداشتن پوشش روی نیمه هادی و ارزیابی آن می توان برای بررسی صحت استفاده کرد. این کار به دو روش شیمیایی و مکانیکی انجام می‌شود.
- میکروسکوپ صوتی (SAM) 
  - می‌توان از میکروسکوپ صوتی برای کشف شواهد سایش سطح استفاده کرد.
- تست عملکرد الکتریکی
- میکروسکوپ استریو ، میکروسکوپ متالورژیکی
- تست قابلیت لحیم شدن